# Amblada
Amblada (altgriechisch Ἄμβλαδα) war eine antike Stadt in der kleinasiatischen Landschaft Pisidien in der heutigen Türkei. Laut Strabon lag sie an der Grenze zu Phrygien und Karien.
Aus der römischen Kaiserzeit sind Münzen von Amblada bekannt. In der Spätantike war die Stadt Sitz eines Bischofs. Auf das Bistum geht das Titularbistum Amblada der römisch-katholischen Kirche zurück. im 4. Jahrhundert wurde der arianische Theologe Aëtios nach Amblada verbannt.